# Lampaul-Guimiliau
 Lampaul-Guimiliau  (en bretón Lambaol-Gwimilio) es una población y comuna francesa, situada en la región de Bretaña, departamento de Finisterre, en el distrito de Morlaix y cantón de Landivisiau.

## Demografía
| 1143 | 1149 | 1540 | 1973 | 2037 | 1990 |
| Para los censos de 1962 a 1999 la población legal corresponde a la población sin duplicidades (Fuente: INSEE [Consultar]) |      |      |      |      |      |

## Lugares y monumentos

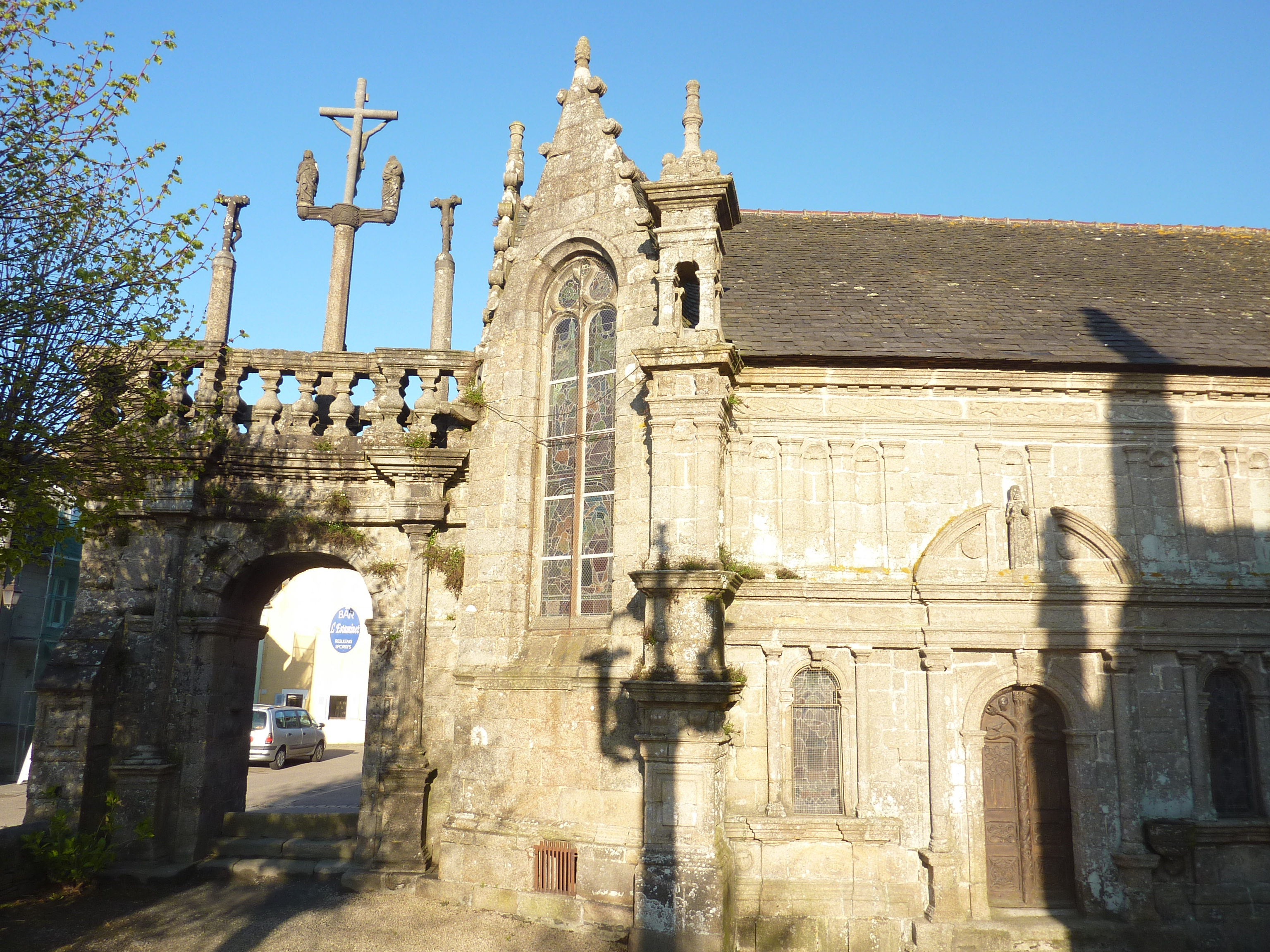
Recinto parroquial: vista del arco del triunfo y el osario, sobre el que se proyecta la sombra del calvario.

- Recinto parroquial de la iglesia de Notre-Dame, catalogado en parte como Monumento Histórico. Consta de:
  - Una puerta triunfal de 1669 y un osario (Capilla de la Trinidad) con un púlpito externo.
  - Un crucero simple y una fuente
  - La iglesia de Notre-Dame, construida entre el siglo XVI y el XVII, que cuenta con ricos altares y retablos.

## Galeria

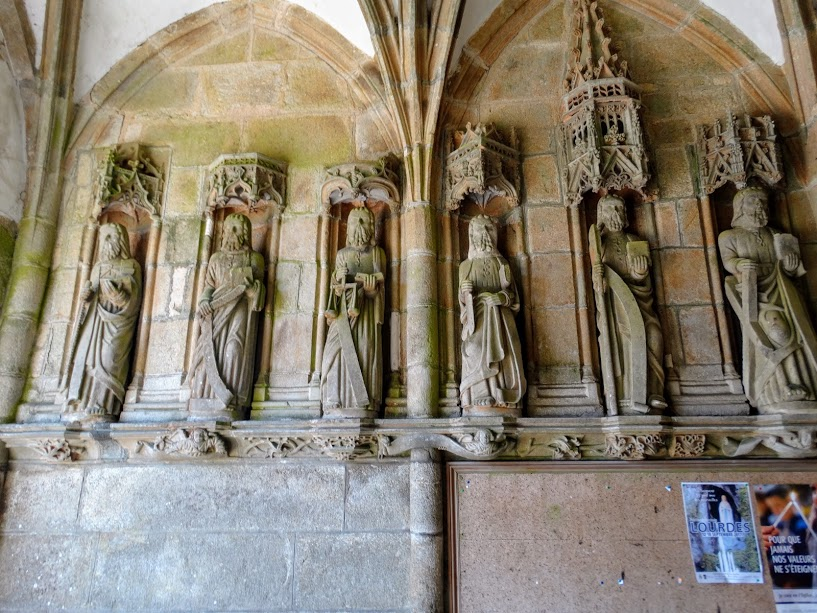
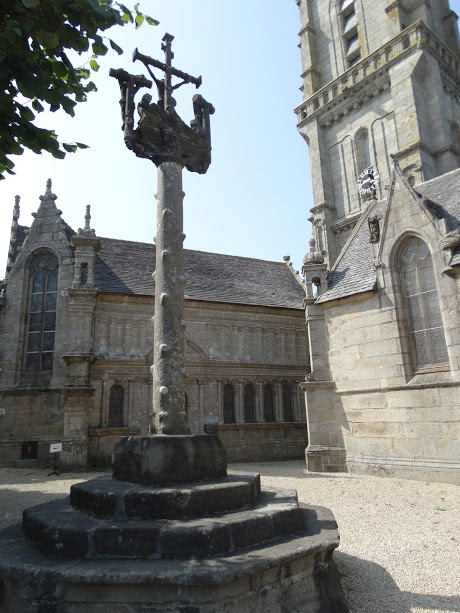
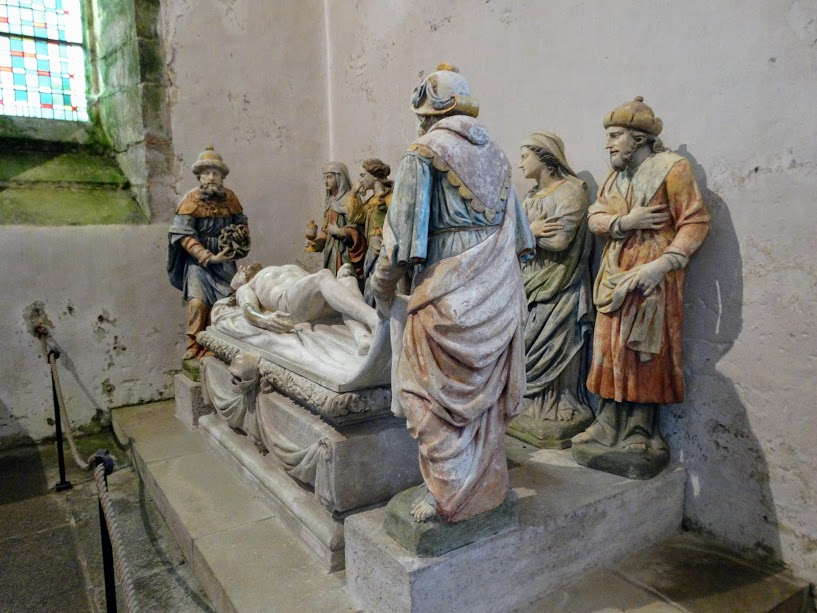
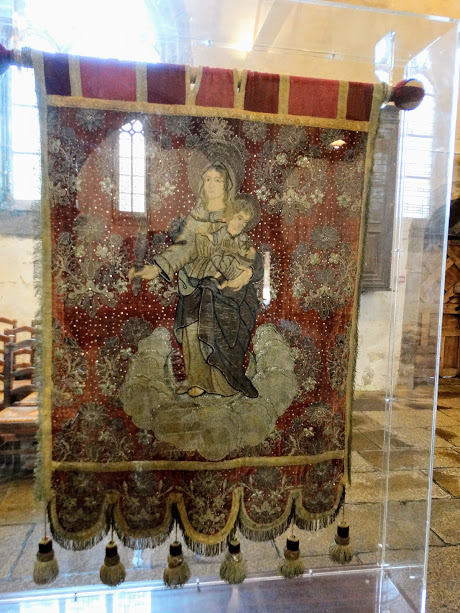
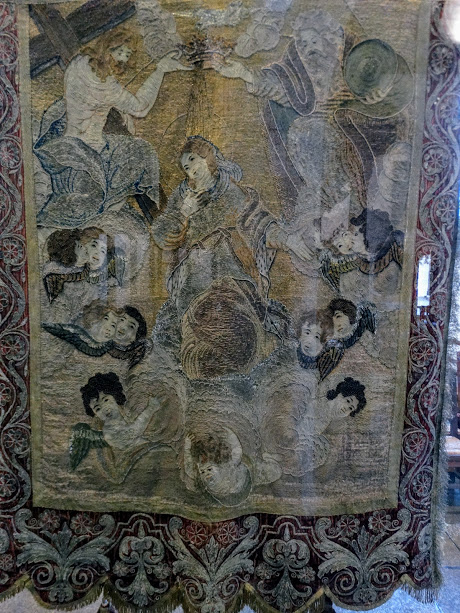
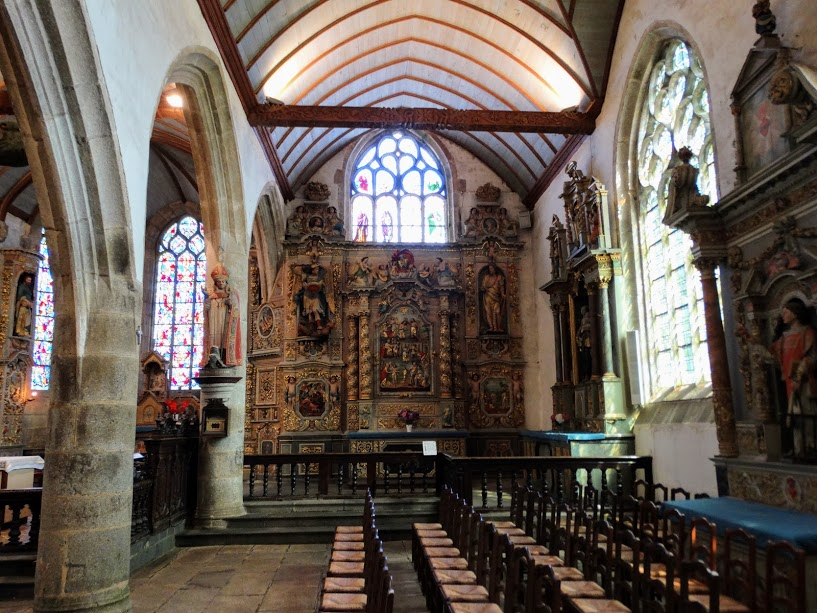
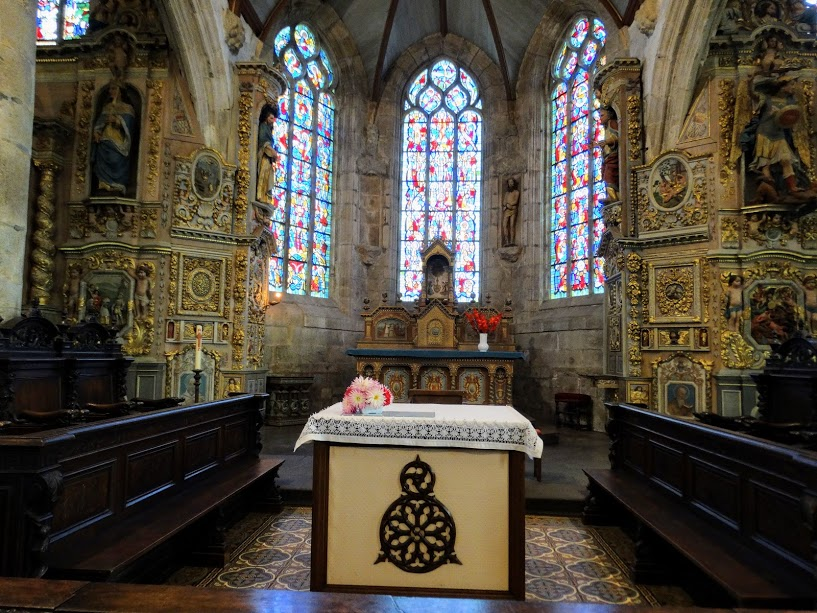
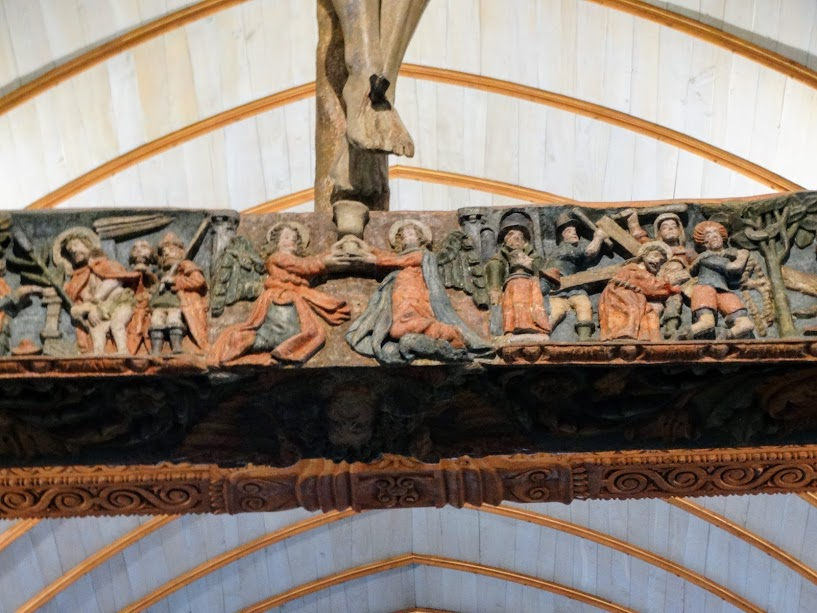
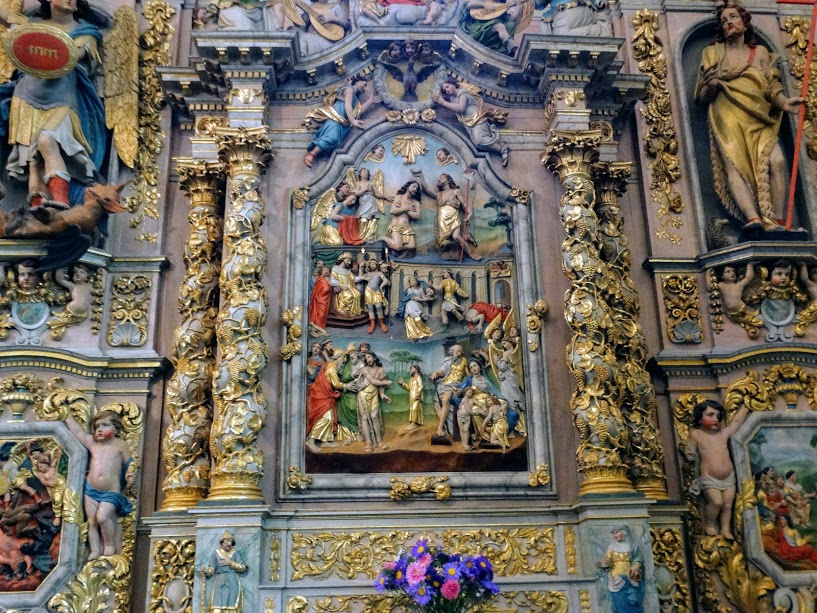
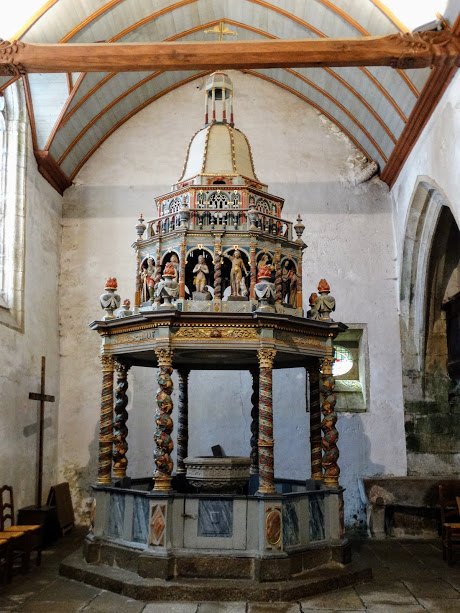